# Liste der Naturdenkmale in Mertendorf

Lage von Mertendorf

In der Liste der Naturdenkmale in Mertendorf werden die Einzel-Naturdenkmale, Flächennaturdenkmale sowie flächenhafte Naturdenkmale im Burgenlandkreis in der sachsen-anhaltischen Gemeinde Mertendorf und ihren Ortsteilen Cauerwitz, Droitzen, Görschen, Großgestewitz, Löbitz, Pauscha, Punkewitz, Rathewitz, Scheiplitz, Seiselitz und Utenbach aufgeführt.
In den Veröffentlichungen werden lt. Quellen in 3 Einzel-Naturdenkmale (ND), 2 Flächennaturdenkmale (FND) und 0 flächenhafte Naturdenkmale (NDF) angegeben. Die Angaben der Liste basieren auf Daten des „Geoportal Sachsen-Anhalt“ vom Landesamt für Vermessung und Geoinformation Sachsen-Anhalt und den Meta-Daten der angegebenen Quellen (ND, FND, NDF)

## Definition
„Naturdenkmäler sind rechtsverbindlich festgesetzte Einzelschöpfungen der Natur oder entsprechende Flächen bis zu fünf Hektar, deren besonderer Schutz erforderlich ist
1. aus wissenschaftlichen, naturgeschichtlichen oder landeskundlichen Gründen oder
2. wegen ihrer Seltenheit, Eigenart oder Schönheit.“

Ergänzend zu den lt. BNatSchG registrierten Naturdenkmalen sind in der Gemeinde Mertendorf (lt. NatSchG LSA) ebenfalls 1 geschützter Landschaftsbestandteil (GLB) und 0 geschützte Parks (GP) gelistet, deren Abgrenzungen sich aus den Erläuterungen vom Bundesamt für Naturschutz ergeben.

## Legende
- Bild: zeigt ein vorhandenes Foto des Naturdenkmals
- Nr: zeigt die jeweilige Nr. des Objekts
- Beschreibung: Kurzbeschreibung zum Naturdenkmal
- Koordinaten: zeigt die Lage auf der Karte
- Quelle: Datum/Link zur Referenzquelle

## (Einzel-)Naturdenkmale
| Bild         | ND-Nr.     | Ortsteil | Beschreibung | Koordinaten                 | Quellen |
| ------------ | ---------- | -------- | --- | --------------------------- | ------- |
| Bild gesucht | ND 0091BLK | Löbitz   | Zwei Lindengruppen am Schafteich in Löbitz, zwei Gruppen von mehreren Lindenbäumen am Schafteich-Abfluss in den Steinbach | 51° 5′ 12″ N, 11° 53′ 17″ O | [ 1 ]   |
| Bild gesucht | ND 0092BLK | Löbitz   | Lindenallee bei Löbitz, Allee aus Winter-Linden (Tilia cordata) nordwestlich von Löbitz                                   | 51° 5′ 30″ N, 11° 52′ 36″ O | [ 1 ]   |
| Bild gesucht | ND 0094BLK | Löbitz   | Lutherlinde Löbitz, neben der Kirche Löbitz am Kirchweg                                                                   | 51° 5′ 15″ N, 11° 53′ 10″ O | [ 1 ]   |

## Flächen-Naturdenkmale
| Bild           | FND-Nr.    | Ortsteil   | Beschreibung | Koordinaten                 | Quelle     |
| -------------- | ---------- | ---------- | --- | --------------------------- | ---------- |
| Weitere Bilder | FND0063BLK | Mertendorf | Mertendorfer Halbberge, westlicher Teil (ca. 17 ha) des NSG Halbberge bei Mertendorf (ca. 51 ha) nördlich Mertendorf, bereits mit Beschluss des Rates des Kreises Naumburg vom 29.06.1983 als Flächennaturdenkmal unter Schutz gestellt, seit 2000 als gleichnamiges FFH-Gebiet (DE4837302, 555520222) ausgewiesen, mit Vorkommen der Mopsfledermaus (Barbastella barbastellus) und Hirschkäfer (Lucanus cervus), nördlicher Teil am Käseberg zu Gemeinde Wethau | 51° 7′ 21″ N, 11° 51′ 39″ O | 29.06.1983 |
| Bild gesucht   | FND0066BLK | Scheiplitz | Laubfroschvorkommen Scheiplitz, Vorkommen des Europäischen Laubfrosch (Hyla arborea) an einem verschilften See ca. 200 m östlich des ehemaligen Waldbad Scheiplitz, bereits mit Beschluss Nr. 399-128/74 des Rates des Kreises Naumburg vom 06.02.1974 unter Schutz gestellt. | 51° 7′ 16″ N, 11° 54′ 6″ O  | 06.02.1974 |

## Geschützte Landschaftsbestandteile und Parke
| Bild         | Nr.        | Ortsteil      | Beschreibung | Koordinaten                | Quelle     |
| ------------ | ---------- | ------------- | --- | -------------------------- | ---------- |
| Bild gesucht | GLB0041BLK | Löbitz Flur 6 | Gehölz bei Osterfeld, seit 2004 als FFH-Gebiet (DE4937301, 555520306) ausgewiesenes Trockenrasen-Biotop (LRT 6210) von ca. 3 ha nordwestlich von Pauscha mit Vorkommen des Eremit-Käfers (Osmoderma eremita) und der Mopsfledermaus (Barbastella barbastellus), welches zusätzlich 2011 (VO vom 12.10.2011 veröffentlicht im Naumburger Tageblatt vom 26.10.2011, S. 12) als geschützter Landschaftsbestandteil ausgewiesen wurde. | 51° 5′ 0″ N, 11° 54′ 12″ O | 12.10.2011 |